# Dennis Kelly
Pour les articles homonymes, voir Kelly.
Dennis Kelly, né le 16 novembre 1970, est un acteur, scénariste et dramaturge britannique. Il est d'abord connu pour avoir co-écrit la sitcom Pulling de BBC Three avec l'actrice Sharon Horgan, pour la co-écriture de Matilda the Musical avec Tim Minchin et pour le thriller Utopia pour Channel 4.

## Biographie

### Jeunesse et études
Dennis Kelly grandit à Barnet (Grand Londres) dans une famille irlandaise ; il est élevé dans la religion catholique. Il quitte l'école à 16 ans pour travailler à Sainsbury's. Alors qu'il travaille dans un supermarché, il découvre le théâtre. Puis il rejoint un groupe local de jeunes, le Barnet Drama Center.
À 30 ans, il est diplômé de Goldsmiths, University of London avec des honneurs de première classe en théâtre et art dramatique.

## Œuvres de théâtre
- 2003 : Debris. En français : Débris, trad. Philippe Le Moine et Pauline Sales, Paris, L'Arche, 2007.
- 2005 : After the End. En français : Après la fin, trad. Pearl Manifold et Olivier Werner, Paris, L'Arche, 2007.
- 2006 : Love & Money. En français : Love & Money, trad. Francis Aïqui et Philippe Le Moine, Paris, L'Arche, 2011.
- 2007 : Taking Care of Baby. En français : Occupe-toi du bébé, trad. Philippe Le Moine et Pauline Sales, Paris, L'Arche, 2010.
- 2007 : DNA, écrit pour le National Theatre Connections (en). En français : ADN (Acide désoxyribonucléique), trad.Philippe Le Moine, Paris, L'Arche, 2011.
- 2009 : Orphans. En français : Orphelins, trad. Philippe Le Moine, Paris, L'Arche, 2012.
- 2009 : Our Teacher's A Troll. En français : Mon prof est un troll, trad. Philippe Le Moine et Pauline Sales, Paris, L'Arche, collection "Jeunesse", 2010.
- 2010 : True Love, Sums and Christmas, monologues présentés comme appartenant à The Children's Monologues.
- 2010 : Matilda the Musical, musique de Tim Minchin.
- 2011 : Things That Make No Sense, présentés comme appartenant à Theatre Uncut: A Response to the Countrywide Spending Cuts
- 2013 : From Morning to Midnight, traduction de la pièce de Georg Kaiser Vom morgens bis mitternachts
- 2013 : The Ritual Slaughter of Gorge Mastromas (en). En français : L'Abattage rituel de Gorge Mastromas, trad. Gérard Watkins, Paris, L'Arche, 2014.
- 2018 : Girls & Boys. En français : Girls & Boys, trad. Philippe Le Moine, Paris, L'Arche, 2019.
- 2022 : Together. En français : Together, trad. Philippe Le Moine, Montreuil, L'Arche, 2024.
- 2022 : The Regression. En français : La Régression, trad. Philippe Le Moine, Montreuil, L'Arche, 2024.

## Filmographie

### Cinéma
- 2014 : Black Sea (scénario), film de Kevin Macdonald, avec Jude Law
- 2022 : Matilda (Roald Dahl's Matilda the Musical) de Matthew Warchus

### Séries télévisées
- 2013-2014 : Utopia pour Channel 4, créateur et auteur
- 2020 : The Third Day